# Conus cinereus
Conus cinereus é uma espécie de gastrópode do gênero Conus, pertencente à família Conidae.